# Etodolac
Etodolac là một thuốc chống viêm non-steroid dùng trong điều trị sốt, đau và viêm. Etodolac được sản xuất bởi Shire với tên thương mại là Lodine SR.

## Trình bày
Viên nang: 200 mg, 300 mg; viên nén: 400 mg, 500 mg

## Chỉ định
Etodolac được chỉ định điều trị viêm và đau do các nguyên nhân viêm xương khớp, chấn thương phần mềm, cũng như viêm gân và bao khớp. Etodolac còn được dùng để điều trị chứng đau bụng kinh.